# Murwillumbah
Murwillumbah [mɛ'wɪlʌmbah] (anhörenⓘ) ist eine Stadt im Osten Australiens mit rund 10.000 Einwohnern.

## Lage
Der Ort befindet sich im Nordosten des Bundesstaates New South Wales im Tweed Shire Council, etwa 850 Kilometer nordöstlich von Sydney, 132 Kilometer südlich von Brisbane und 13 Kilometer südlich der Grenze zu Queensland. Die Stadt liegt am Tweed River im Krater des größten erloschenen Schildvulkans der Welt, dem Mount Warning. James Cook gab ihm 1770 seinen Namen, als er an der australischen Ostküste entlang segelte. Der Ort liegt östlich am Fuß der McPherson Range und ist hügelig.
Die Australier, die in ihrer Sprache oft Zusammenziehungen verwenden, nennen die Stadt meist nur „Murbah“. Der Name Murwillumbah stammt von den Aborigines und bedeutet „Ort, an dem viele Possums leben“.

## Geschichte
Die Gegend war zunächst von Aborigines aus dem Stamm der Bundjalung besiedelt. 1873 wurde der Name Murwillumbah zum ersten Mal geschichtlich erwähnt. Zwei Jahre später begann der Zuckerrohr-Anbau in der Gegend. Mit dem Anschluss an das Schienennetz an Weihnachten 1894 baute Murwillumbah seinen Handel aus. Murwillumbah war die Endstation der Bahnstrecke nach Casino, dort bestand über die Nordküstenstrecke täglich Anschluss nach Sydney. Im Jahr 2004 wurde diese Strecke wegen zu hoher Restrukturierungskosten aufgegeben.
Noch heute leben die Menschen dort hauptsächlich von der Milchproduktion, von Zuckerrohr- und Bananenanbau und dem Tourismus.

## Sonstiges
Etwa zehn Kilometer nordwestlich von Murwillumbah liegt ein aufwändig umgebautes ehemaliges Farmgelände, das als Produktionsort der international produzierten und in Deutschland von RTL ausgestrahlten Reality-Show Ich bin ein Star – Holt mich hier raus! und im Vereinigten Königreich unter dem Namen I’m a Celebrity … Get Me Out of Here! dient. Nach Angaben eines Mitarbeiters der Handelskammer von Murwillumbah erlebt die Stadt seit Produktionsbeginn des Dschungelcamps einen regelrechten Wirtschaftsboom. Das Fernsehteam gebe Millionen für Unterkunft, Essen und Ausrüstung aus, sagte Paul Waters in einem Beitrag des ZDF-Magazins Frontal21.

## Persönlichkeiten
- Harry Budd (1900–1979), Journalist und Politiker
- Eric Willis (1922–1999), Politiker
- Doug Anthony AC, CH, PC (1929–2020), Politiker
- John Hargreaves (1945–1996), Schauspieler
- Katherine Heinrich (* 1954), australisch-kanadische Mathematikerin und Hochschullehrerin
- Nathan Eglington (* 1980), Hockeyspieler
- Paul Matthews (* 1983), ehemaliger Duathlet und Triathlet
- Jane Moran (* 1985), Wasserballspielerin
- Stephanie Gilmore (* 1988), Surferin und siebenfache Weltmeisterin